# Kalanchoe crenata
Kalanchoe crenata là một loài thực vật có hoa trong họ Crassulaceae. Loài này được (Andrews) Haw. miêu tả khoa học đầu tiên năm 1812.